# Vila Jusã
Vila Jusã is een plaats (freguesia) in de Portugese gemeente Mesão Frio en telt 687 inwoners (2001).